# Ora (mošav)
Ora (hebrejsky אוֹרָה‎, v oficiálním přepisu do angličtiny Ora) je vesnice typu mošav v Izraeli, v Jeruzalémském distriktu, v oblastní radě Mate Jehuda.

## Geografie
Leží na jihozápadním okraji jeruzalémské aglomerace, v nadmořské výšce 816 metrů na zalesněném hřbetu Judských hor. Přímo v obci vystupuje hora Har Ora. Severně od obce terén spadá do údolí potoka Sorek, na jihu je obdobný hluboký zářez údolí vádí Nachal Refa'im se strmou strání Reches Lavan. Západně od mošavu pokračuje hřbet vrchem Har Aminadav.
Obec se nachází 47 kilometrů od břehu Středozemního moře, cca 50 kilometrů jihovýchodně od centra Tel Avivu, cca 8 kilometrů jihozápadně od historického jádra Jeruzaléma a 16 kilometrů východně od Bejt Šemeš. Oru obývají Židé, přičemž osídlení v tomto regionu je etnicky převážně židovské. Mošav je situován 1 kilometr od Zelené linie, která odděluje Izrael v jeho mezinárodně uznávaných hranicích od území Západního břehu Jordánu. Počátkem 21. století byly přilehlé arabské (palestinské) oblasti Západního břehu od Izraele odděleny pomocí bezpečnostní bariéry.
Ora je na dopravní síť napojena pomocí lokální silnice číslo 3877. Jižně od obce probíhá v údolí železniční trať Tel Aviv – Jeruzalém, ovšem nestaví tu.

## Dějiny
Ora byla založena v roce 1950. Novověké židovské osidlování tohoto regionu začalo po válce za nezávislost tedy po roce 1948, kdy Jeruzalémský koridor ovládla izraelská armáda a kdy došlo k vysídlení většiny zdejší arabské populace. Na severním okraji nynějšího mošavu stála do roku 1948 arabská vesnice al-Džura. V místě se dochovaly stavební pozůstatky z byzantského i křižáckého období. Roku 1931 žilo v al-Džura 329 lidí v 63 domech. Stála tu budova základní školy. Izraelci byla al-Džura dobyta v červenci 1948. Zástavba pak byla z větší částí zbořena, s výjimkou několika domů.
Mošav byl zřízen 15. května 1950 v rámci vlny budování zemědělských vesnic v Judských horách. Jeho zakladateli byla skupina Židů z Jemenu, které pak doplnili i židovští imigranti z Maroka a Kurdistánu. Jméno vesnice odkazuje na vysídlenou arabskou vesnici al-Džura.
V 90. letech 20. století obec prošla stavební expanzí. Ora se postupně proměnila v předměstí Jeruzaléma a stavebně je téměř propojena s jeruzalémskou čtvrtí Kirjat Menachem.

## Demografie
Podle údajů z roku 2014 tvořili naprostou většinu obyvatel v Oře Židé – přibližně 1200 osob (včetně statistické kategorie „ostatní“, která zahrnuje nearabské obyvatele židovského původu ale bez formální příslušnosti k židovskému náboženství, cca 1300 osob).
Jde o menší obec vesnického typu s dlouhodobě rostoucí populací. K 31. prosinci 2014 zde žilo 1271 lidí. Během roku 2014 počet obyvatel vzrostl o 0,2 %.